# Corribert
Corribert é uma comuna francesa na região administrativa do Grande Leste, no departamento de Marne. Estende-se por uma área de 9.71 km², e possui 61 habitantes, segundo o censo de 2018, com uma densidade de 6.3 hab/km².